# 엑스플레이
엑스플레이(영어: X-Play, 예전 게임스팟 TV(Gamespot TV), 익스텐디드 플레이(Extended Play))는 1998년부터 방영해오던 비디오 게임을 평가하는 텔레비전 프로그램이다. 특유의 리뷰 방식과 중간에 나오는 짧은 코메디성 토막극(Skit)으로 잘 알려져 있다. 이 프로그램은 미국에서 G4라는 채널에서 방영했다. 우리나라는 E채널에서 방영했었다. 프로그램에는 아담 세슬러와 모건 웹이 진행을 하며, 블레어 허터와 크리스틴 아담스가 공동진행자나 특별 게스트로 나오기도 한다. 2010년 2월 1일을 기준으로 총 1000회의 에피소드를 방송했다.

## 평가
엑스플레이에서는 평을 총 5개로 나눈다. 다음은 그 목록이다.
| “ | 1 - 혐오하라. 절대 이 게임을 사지 말라. 이 게임과 멀어져라, 달아나라!! 달아나!! 2 - 그럭저럭 괜찮다. 재미도 있고, 살짝 장점도 있긴 하나 특별한 것이 없다. 3 - 좋다. 재밌으나 약간의 결점이 있다. 대부분의 게임이 이 분류에 포함될 것. 4 - 아주 좋다. 그러나 안타깝게도 5점의 영역에는 들어가지 못한다. 5 - 거의 완벽하거나 완벽하다. 당신이 진짜 "플레이어"라면, 그리고 게임의 장르를 좋아한다면 이 게임을 사야 한다. | ” |